# ولادیمیرو تارنوسکی
ولادیمیرو تارنوسکی (اوکراینی: Володимир Тарнавський؛ زادهٔ ۱۹ اوت ۱۹۳۹) بازیکن فوتبال اهل آرژانتین است.
از باشگاه‌هایی که در آن بازی کرده‌است می‌توان به باشگاه فوتبال ال پورونیر، باشگاه فوتبال نیولز اولد بویز، باشگاه فوتبال استودیانتس، و باشگاه ورزشی سن لورنسو آلماگرو اشاره کرد.
وی همچنین در تیم ملی فوتبال آرژانتین بازی کرده‌است.